# Карповское водохранилище
Ка́рповское водохрани́лище — крупнейшее из водохранилищ в системе Волго-Донского канала.
Площадь зеркала — 42 км², объём 0,16 км³, длина около 15 км, наибольшая ширина достигает 3,2 км, средняя глубина — 4 м.
Карповское водохранилище расположено в пределах Калачёвского района Волгоградской области в бассейне Дона. Водохранилище было создано путём затопления русла реки Карповка в 1952 году и сформировано четырёхкилометровой бетонной плотиной, в северной части которой располагается выход в шлюз № 13 Волго-Донского канала, а в центральной части — насосная станция высокой мощности, служащая для регулирования объёма водохранилища. Насосная станция подпитывает Карповское водохранилище водами Цимлянского водохранилища, допустимое колебание уровня воды в водохранилище составляет 1 метр. Основное предназначение водохранилища — транспортное, однако вода из него также используется для орошения и водоснабжения близлежащих населённых пунктов. По его берегам рек расположены турбазы. Развито любительское рыболовство, в водах водохранилища водятся лещ, судак, сазан, синец, щука и другие виды рыб.